# Gare de Mézériat
Gare de Mézériat vasútállomás Franciaországban, Mézériat településen.

## Vasútvonalak
Az állomást az alábbi vasútvonalak érintik:
- Mâcon-Ambérieu-vasútvonal

## Kapcsolódó állomások
A vasútállomáshoz az alábbi állomások vannak a legközelebb:
- Gare de Vonnas
- Gare de Polliat